# وطن الشعب اليهودي

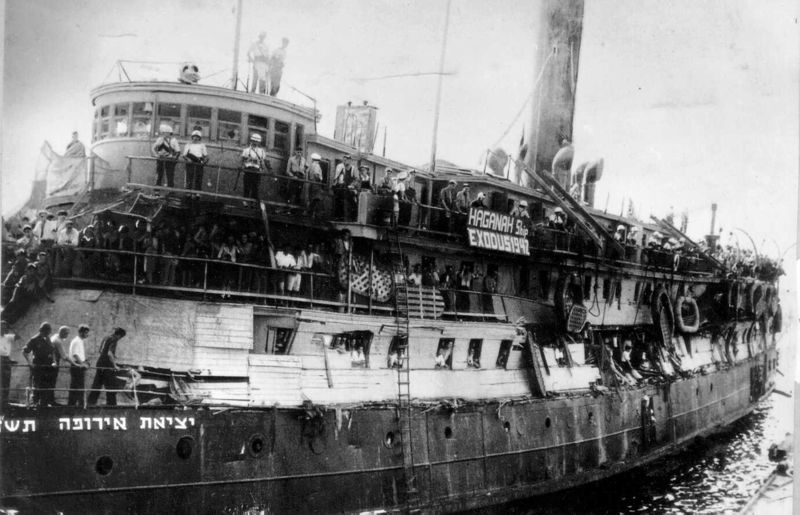

تعد فكرة وطن للشعب اليهودي متأصلةً في الثقافة والدين اليهودي. ساعدت حروب نابليون على ظهور فكرة التحرر اليهودي في أوائل القرن التاسع عشر. نشأت العديد من التيارات الثقافية والدينية والعلمانية والفلسفات السياسية بين اليهود في أوروبا، وذلك شمل كل المذاهب من الماركسية إلى الحاسيديمية. من بين هذه الحركات كانت الحركة الصهيونية التي روّج لها ثيودور هرتزل.
طرح هرتزل في أواخر القرن التاسع عشر رؤيته حول إقامة دولة يهودية ووطن للشعب اليهودي في كتابه «الدولة اليهودية»، الأمر الذي رحبت به الأحزاب السياسية الصهيونية معتبرةً هرتزل الأب المؤسس لدولة إسرائيل. أصبحت المملكة المتحدة في وعد بلفور لعام 1917 أول قوة عالمية تؤيد إنشاء وطن قومي للشعب اليهودي في فلسطين. أكدت الحكومة البريطانية هذا الالتزام من خلال قبول الانتداب البريطاني على فلسطين في عام 1922، وذلك إلى جانب سيطرتها الاستعمارية على إمارات الساحل المتصالح والساحل الجنوبي لبلاد فارس والعراق وشرق الأردن، وجميع أراضي الشرق الأوسط باستثناء الأراضي الخاضعة للانتداب الفرنسي. فرضت القوى الأوروبية إنشاء وطن لليهود في مؤتمر سان ريمو في الفترة من 19-26 نيسان/أبريل عام 1920، لتؤسَّس دولة إسرائيل في عام 1948.

## تاريخيًا
الحلم اليهودي بالعودة إلى صهيون هو جزء من الفكر الديني اليهودي الذي يعود إلى تدمير الهيكل الأول «هيكل سليمان». ومع ذلك، كان ينظر إلى الحركة الحديثة لإنشاء وطن علماني على أنها الحل لاضطهاد اليهود على نطاق واسع داخل أوروبا ليصبح هذا محور الصهيونية السياسية العلمانية، لم تكن معاداة السامية مقتصرة على أوروبا. وقد روجت عدة مجموعات يهودية لفكرة الانتقال إلى «أرض إسرائيل» قبل الحركة الصهيونية.
على سبيل المثال: استقرت جماعة إسرائيل بن بيريز من بولوتسك ومئات من الجماعات اليهودية الأخرى القادمة من أوروبا في فلسطين، حيث أسست مجتمعات في القدس والخليل ومعظم أنحاء البلاد. بالإضافة إلى مجتمعات سفاردية وأشكنازية الموجودة بالفعل في طبريا وتسفاط وباقي أرجاء الأرض المقدسة اليهودية. ومع ذلك، عمل الصهاينة ضمن الإطار القانوني الدولي الحالي، وحصلوا على الحقوق القانونية الدولية في عام 1922، كما قاموا آنذاك بالتسلح للدفاع عن أنفسهم.
بدأت المحاولات القانونية الحديثة لإقامة وطن قومي لليهود في عام 1839 بتقديم عريضة من موسى مونتيفيوري إلى الخديوي سعيد حاكم مصر بغرض إقامة وطن لليهود في فلسطين.

## العلاقة بالصهيونية
طرح ثيودور هرتزل في عام 1896 رؤيته حول إقامة دولة يهودية ووطن للشعب اليهودي في كتابه «الدولة اليهودية»، ثم بدأ بتأسيس المنظمة الصهيونية.
جاء في مسودة هدف الحركة الصهيونية الحديثة المقدمة إلى المؤتمر الصهيوني الأول للمنظمة الصهيونية في عام 1897 ما يلي: «تسعى الصهيونية إلى إقامة وطن للشعب اليهودي في فلسطين مضمون بموجب القانون العام». سعى أحد المندوبين إلى إدراج عبارة بموجب القانون الدولي، ولكن لاقى هذا الأمر معارضة من الآخرين. اعتُمِدَت صيغة مشتركة تحت مسمى برنامج بازل، وكان نصها كما يلي: «تهدف الصهيونية إلى وطن للشعب اليهودي في فلسطين مكفولًا بشكل علني وقانوني».
وضعت اتفاقية سايكس بيكو المعلنة بتاريخ 16 أيار/مايو من عام 1916 منطقة فلسطين تحت الإدارة الدولية والسيطرة البريطانية.
كان أول استخدام رسمي لعبارة «الوطن القومي للشعب اليهودي» في وعد بلفور لعام 1917، إذ أشارت النسخة النهائية منه إلى: «إقامة وطن قومي للشعب اليهودي في فلسطين».
استُخدِمَت عبارة «الوطن القومي» بدلاً من «الدولة» بسبب معارضة البرنامج الصهيوني داخل مجلس الوزراء البريطاني لذلك. تشير المسودة الأولية للإعلان إلى فكرة «إعادة بناء فلسطين لتصبح وطنًا قوميًا للشعب اليهودي».

## الخيارات البديلة
عرض جوزيف تشامبرلين على ثيودور هرتزل إقامة دولة يهودية في أوغندا وشرق إفريقيا بعد موجة من المذابح ضد اليهود في روسيا. قدم هرتزل في عام 1903 برنامج أوغندا البريطاني في المؤتمر الصهيوني السادس في بازل. عالجت روسيا المسألة بإنشائها منطقة حكم ذاتي لليهود في الشرق الأقصى الروسي في عام 1934.
بحثت الرابطة الصهيونية البريطانية في أواخر ثلاثينيات القرن العشرين عن أماكن أخرى يمكن إقامة وطن لليهود فيها. وقع الاختيار على منطقة كيمبرلي في أستراليا، ولكن رفضت حكومة كورتين (1941-1945) هذا الخيار.
بدعم من رئيس وزراء تسمانيا روبرت كوسغروف (في السلطة من عام 1939)، اقترح كريتشلي باركر إقامة مستوطنة يهودية في بورت ديفي في جنوب غرب تسمانيا. استطلع باركر المنطقة لكن وفاته في عام 1942 وضعت حدًا لهذه الفكرة.

## الانتقال إلى الدولة
اعتُمِد برنامج بيلتمور في عام 1942 كمنصة للمنظمة الصهيونية، مع دعوة واضحة «لتأسيس فلسطين ككومنولث يهودي». أشارت لجنة التحقيق الأنجلو أمريكية (المعروفة أيضًا باسم لجنة جرادي-موريسون) في عام 1946 إلى أن إقامة دولة يهودية تجاوز بنود وعد بلفور أو الانتداب، وهو ما تبرأ منه رئيس الوكالة اليهودية بشكل صريح في عام 1932.
قالت لجنة الأمم المتحدة الخاصة المعنية بفلسطين بأن مصطلح «الوطن القومي اليهودي» المستمد من التطلعات الصهيونية في برنامج بازل عام 1897 أثار الكثير من النقاشات حول معناه ونطاقه وطابعه القانوني، لا سيما أنه لا يملك دلالات قانونية معروفة ولا توجد سوابق لتفسيره في القانون الدولي. استُخدِم هذا المصطلح في وعد بلفور وفي الانتداب، وكلاهما وعد بإنشاء وطن قومي لليهود دون تحديد معناه.
وضع بيان «السياسة البريطانية في فلسطين» الصادر في 3 يونيو عام 1922 تفسيرًا ضيقًا للمفهوم بناءً على وعد بلفور.
استبعد البيان «إلغاء أو خضوع السكان أو اللغة أو العادات العربية في فلسطين» أو «فرض الجنسية اليهودية على سكان فلسطين ككل»، وأوضح أن الهدف في نظر قوى الانتداب كان إقامة وطن قومي لليهود في فلسطين وليس تحويل فلسطين ككل إلى وطن قومي يهودي.

## تأسيس الدولة
إن مفهوم الوطن القومي للشعب اليهودي في الانتداب البريطاني على فلسطين مكرس في السياسة الوطنية الإسرائيلية، وينعكس في العديد من المؤسسات العامة والوطنية في إسرائيل.
عبرت وثيقة إعلان قيام دولة إسرائيل في 14 مايو عام 1948 عن هذا المفهوم، كما عبر عنه قانون العودة الذي أقره الكنيست في 5 يوليو عام1950، حيث أعلن: «لكل يهودي الحق في القدوم إلى هذا البلد باعتباره الأحق».
توسّع هذا المفهوم في عام 1970 ليشمل غير اليهود ذوي الأجداد اليهود وزوجاتهم. أدينت هذه التصريحات على نطاق واسع واعتبرها الفلسطينيون عنصرية.

## دولة يهودية أم دولة اليهود؟
يوجد جدل مستمر في إسرائيل حول طبيعة الدولة، وفيما إذا كان ينبغي تكريس المزيد من الثقافة اليهودية، وتشجيع اليهودية في المدارس، والالتزام بكشروت وشبات. يعكس هذا النقاش الانقسام التاريخي داخل الصهيونية وبين المواطنين اليهود في إسرائيل التي تضم أقليات علمانية وتقليدية أرثوذكسية كبيرة.
إن الصهيونية العلمانية -التيار المسيطر تاريخيًا- متأصلة في مفهوم اليهود كشعب له الحق في تقرير المصير. وقد يُعطى سبب آخر لتبرير تأسيس الدولة اليهودية، وهو وجود دولة لا يخاف فيها اليهود من الهجمات المعادية للسامية ويعيشون فيها بسلام.
يعارض الصهاينة المتدينون، الذين يؤمنون أن المعتقدات الدينية والممارسات التقليدية أمر أساسي بالنسبة للشعب اليهودي، إقامة أمة علمانية مثل أي دولة أخرى، لأنها ستكون متناقضة ظاهريًا في طبيعتها، وستؤذي الشعب اليهودي أكثر مما تخدمه.